# 塩口量平
塩口 量平（しおぐち りょうへい、1982年5月25日 - ）は日本の俳優、モデルである。神奈川県出身。HIGH PINE所属。

## 略歴
青山学院大学 法学部法学科卒業
メンズファッション誌やカタログなどのファッションモデルとして活躍。
モデルとして活躍中に塩屋俊「アクターズクリニック」にて演技メソッドを学び、
映画「アキハバラ＠DEEP」や「カイジ」、ミュージカル「最遊記歌劇伝」等に出演し俳優としても活躍。
また、歌が特技でバンドのボーカルとして出場したTBS「CDTV」の全国オーディションでは、
約3000組の出場者中ファイナリスト10組に残った経歴もある。
2021年9月15日自身のTwitterにて事務所を円満退所し、Digital Double所属になったことを報告した。2024年5月10日にDigital Doubleを退所した後、同年8月6日よりHINE PINE所属となった。

## 出演

### 舞台・ミュージカル
- ミュージカル「最遊記歌劇伝〜Go to the West〜」 - 観世音菩薩 役
  - ミュージカル「最遊記歌劇伝〜Dead or Alive〜」 - 観世音菩薩 役
- 舞台「12人の優しい殺し屋」 - ボーイ役/メロス 役
- 舞台「WORLD’s END -Flydy:YOU」 - オク 役
- 舞台 劇団FULLMONTY「秘密合コン倶楽部」 - 主演：長野健次 役
- 舞台 劇団FULLMONTY「アイベツリク」 - 神童卓也 役 / 斑 役
- 舞台「桃太郎外伝〜竜宮城大決戦〜」 - 扇犬丸 役
- 舞台「ブラックジャックによろしくZERO」 - 牛田克雄 役
- 舞台「遙かなる時空の中で5」 - 坂本龍馬 役
  - 舞台「遙かなる時空の中で5」12月公演  - 坂本龍馬 役
  - 舞台「遙かなる時空の中で5 〜風花記〜」 - 坂本龍馬 役
- 舞台「幕末ｰ狼ｰKick!」 - 桂小五郎 役
- 舞台 スタークコーポレーション「軋み」 - 仁科宗一 役
- 舞台 CLOUD9「TOKYO:PUNCHｰLINER」 - MCレッドヘッドフォン 役
- 舞台 劇団たいしゅう小説家Present`s「『La･festa』ｰ人生のレシピｰ」（2015年3月19日 - 22日、築地ブディストホール） - 小山陣 役
- 舞台  projectDREAMER2015vol.2「Rainy Blue」 - 大神弘之 役
- 舞台 劇団FULLMONTY 第12回本公演「OLD NEON〜伝説の夜編〜」
- 舞台 海企画店舗芝居「レプリカドッグス」
- 舞台「五右衛門烈風伝〜百万両の金魚〜」
- 舞台「アルカナ・ファミリア Valentino」（2016年1月20日 - 27日、あうるすぽっと 豊島区立舞台芸術交流センター） - ジョーリィ 役 
  - 舞台「アルカナ・ファミリア2 〜23枚目のタロッコ〜」（2016年9月7日 - 11日、シアターサンモール） - ジョーリィ 役
  - 舞台「アルカナ・ファミリア エピソード0」（2017年3月1日 - 5日、CBGKシブゲキ!!） - ジョーリィ 役
  - 舞台「アルカナ・ファミリア Episode3 幽霊船の秘密」（2017年9月16日 - 24日、シアターサンモール） - ジョーリィ 役
- 舞台「青、それは明日の色」 - ツヴァイ 役
- 舞台 あやめ十八番「ゲイシャパラソル」 - 羅義天 役
- ミュージカル「ブルースな日々♪夢に向かって」（2016年6月22日 - 26日、築地ブディストホール） - ケン 役
- 舞台 L＆L企画「コウの花嫁」 - ラシャ 役
- 舞台「私は、心不全ではない！」 - 主演：下村大樹 役
- 舞台 あやめ十八番「霓裳羽衣」[3][4]
- ミュージカル「イケメン王宮◆真夜中のシンデレラ」（2017年1月14日 - 22日、あうるすぽっと 豊島区立舞台芸術交流センター） - ジル・クリストフ 役
- 舞台「真・三国無双」 - 周瑜 役
- 舞台「Heal your shoes」 - 渡里遊 役
- 舞台「プリンス・オブ・ストライド THE LIVE STAGE」シリーズ - 花京院高校：青葉南平 役[5]
  - エピソード3（2017年6月17日 - 25日、シアター1010 / 6月30日 - 7月2日、森ノ宮ピロティホール）
  - エピソード4（2017年8月14日 - 20日、シアター1010 / 8月25日 - 27日、豊中市立文化芸術センター）
- 舞台「狼少年タチバナ」（2017年10月25日 - 29日、下北沢小劇場B1） - 主演：橘史郎 役
- 舞台 はぶ談戯20回記念公演「やわらかい扉」（2017年12月6日 - 11日、テアトルBONBON） - 本田勝 役
- 舞台「サンドリヨン」（2018年3月21日 - 4月1日、シアターKASSAI） - ルイス・ヴァン・ゴダール卿 役
- 舞台 あやめ十八番 第十回公演「ゲイシャパラソル」（2018年6月9日 - 17日、座・高円寺1） - 羅義天 役[6]
- 舞台「Mad Journey」（2018年7月1日 - 8日、築地ブディストホール） - 銀角 役
- 舞台「クジラの歌」（2018年8月22日 - 9月2日、下北沢GEKI地下リバティ） - 鯱(シャチ) 役
- 舞台 ZERO BEAT.特別公演「女子会×男子会＝□□□□」（2018年10月31日 - 11月14日、三栄町LIVE STAGE） - Bチーム：かずや 役
- 舞台 bpm本公演「聖の夜」（2018年12月5日 - 9日、六本木トリコロールシアター） - ボンバーT 役
- 舞台「ゴールデンアックス」（2018年12月19日 - 24日、築地ブディストホール） - カイン・グリンダー 役
- 舞台 ピウス企画×人狼TLPT　人狼TLPT S「トランスミッション」（2019年2月6日 - 17日、萬劇場）  - アーロン 役
- 舞台 第27班本公演9つめ「蛍」（2019年3月20日 - 24日、萬劇場） - 主演：オシダ 役[7]
- 舞台「乱」（2019年4月3日 - 8日、シアター風姿花伝） - 主演：土方歳三 役
- 舞台「ドブ恋10」（2019年5月22日 - 26日、下北沢小劇場B1） - ダンゴムシチーム

### 映画
- 2006年 「アキハバラ＠DEEP」（源孝志監督）
- 2007年 「ヒートアイランド」（片山修監督）
- 2009年 「カイジ」（佐藤東弥監督）
- 2014年 「横たわる彼女」（戸田彬弘監督）
- 2019年 「最短距離は回りくどくて、」（山内大輔監督） - 青山 役

### ドラマ
- 「毒〈ポイズン〉」第8話（2012年、読売テレビ）
- 「声感☆ラブメッセージ」（2013年、BeeTV）
- 「シンドラ 集合住宅の恐怖 序章」（2014年、フジテレビ）
- 「ソイカレ〜わたしとイケメンが添い寝する30の方法〜」（2015年、UULA）
- 「ノンママ白書」 第2話（2016年、フジテレビ）
- 「快盗戦隊ルパンレンジャーVS警察戦隊パトレンジャー」19話「命令違反の代償」（2018年6月17日、テレビ朝日） - スダル・ウルキュー 役
- 「人生が楽しくなる幸せの法則」第5話「Lesson5 ショック療法!透明人間やめます」（2019年2月7日、読売テレビ・日本テレビ系プラチナイト木曜ドラマ）
- 「白衣の戦士!」第4話「元ヤンナースvsギャル患者! 父として…師長の涙!!」 - 山田役 (2019年5月8日、日本テレビ系水曜ドラマ)

### CM
- スクウェアエニックス「ディシディア ファイナルファンタジー オペラオムニア」ジム編 - ヴィンセント 役
- BEAMS「The Perfect Gift Shop BEAMS」カップル編
- 花王「ピュオーラ 歯みがきシート」
- COSMED（台湾）
- 佐藤製薬「ユンケル」
- Kowa「三次元マスク」
- VOLTAGE「イマカレ」
- 花王「ヘルシアウォーター」
- サントリー「STONE’s BAR」

### テレビアニメ
- てっぺんっ!!!!!!!!!!!!!!!（2022年、TVアナウンサー）
- テクノロイド オーバーマインド（2023年、男性、客）
- とんでもスキルで異世界放浪メシ（2023年、冒険者B）

### ゲーム
- テクノロイド ユニゾンハート(2022年 - キオ)

## その他

### PV
- CREAM「Beautiful」
- RADWIMPS「会心の一撃」
- あべりょう「幸せの定義」
- CHEMISTRY「eternal smile」
- Sweet Licious「winter kiss」
- Shana「ひとりさみしく」